# فرد فيلدمان
فرد فيلدمان (بالإنجليزية: Fred Feldman)‏ هو فيلسوف أمريكي، ولد في 1941 في نيوآرك في الولايات المتحدة.